# Kyūzō Mifune
 (janvier 2015).
Pour les articles homonymes, voir Mifune.
Kyūzō Mifune (三船 久蔵, Mifune Kyūzō), né le 21 avril 1883 et mort le 27 janvier 1965, est un judoka japonais, considéré comme un des plus grands techniciens de l'art du judo après son fondateur,, Jigorō Kanō. Il était 10e dan du Kōdōkan.

## Jeunesse
Kyūzō Mifune est né le 21 avril 1883 dans la ⁣⁣préfecture d'Iwate⁣⁣ sur l'île d’⁣⁣Honshū⁣⁣ au ⁣⁣Japon⁣⁣. À l’âge de 13 ans, son père décide de l’envoyer en pension au lycée de Sendai dans le Nord du Japon. Il y découvre le judo et décide de s’y consacrer[réf. nécessaire]. À 14 ans, lors d’un tournoi contre un autre lycée, il remporte neuf victoires consécutives.
Après l’obtention de son diplôme, il part à Tokyo et rentre en école préparatoire pour être accepté à l’université de Waseda. Son ambition est d'entrer au Kōdōkan. À cette époque, un seul moyen permet d'entrer dans cette école : obtenir un entretien avec son fondateur, Jigorō Kanō, sur recommandation d’un judoka haut gradé et signer le serment de sang. 
Mifune ne connaît personne au Kōdōkan[réf. nécessaire]. Pour le présenter, il choisit Sakujiro Yokoyama. Surnommé « le démon de Yokoyama », sa technique rapide et puissante contribue à la renommée du Kōdōkan. Mifune campe littéralement sur le seuil de Yokoyama. Celui-ci finit par accepter et parle de cet élève obstiné à Jigorō Kanō.
Mifune, âgé de vingt ans, rejoint le Kōdōkan en juillet 1903,. En 1905, son père lui coupe les vivres. Mifune cherche un travail. Il crée son journal, et prospère grâce à la vente d’espace publicitaire. Après d’importants profits, il entre à l’université de Keio pour suivre des cours d’économie.

## Carrière de judoka
Entré au Kōdōkan en 1903, Mifune devient ceinture noire 1er dan (shodan) en octobre 1904, et quatre mois plus tard, 2e dan (nidan). Il forge sa réputation en n'étant jamais vaincu au tournoi annuel du Kōdōkan appelé « le tournoi rouge et blanc ». 
Un peu avant 1916, il est 6e dan et professeur de judo. Il a trente ans, son père lui trouve une épouse comme le veut la tradition japonaise. Mifune n’est revenu qu’une fois dans sa région natale ; il revient pour s’y marier. 
Durant les vingt années qui suivent, sa réputation du judoka ne cesse de grandir. À quarante ans, Mifune relève un défi : battre un lutteur de sumo de 1,83 m et 108 kg, lui qui ne fait que 1,58 m et 45 kg. Il bat son adversaire en le plaquant au sol avec son spécial ukiotoshi.
En 1937, Jigorō Kanō l’élève au 9e dan (kudan).
À la mort de ce dernier en 1938, Mifune devient le professeur le plus influent du Kōdōkan. Les étudiants disent qu’il s’emporte facilement pendant les cours ; il est plus craint qu’aimé.
Il atteint le 10e dan (judan) le 25 mai 1945 et devient le quatrième judoka à en être honoré.
Il ne fait pas d’excès, mange avec modération, dort sur un lit de style occidental et ne fume pas.
En 1956, il écrit un livre, devenu un classique en matière de judo : The Canon of Judo qui étudie ce sport aux niveaux historique, philosophique et technique. E. J. Harisson écrit dans la préface :  la base de la philosophie de Mifune est : « la liberté dans le changement continu ».
En janvier 1952, Mifune fonde avec d'autres experts japonais, l'International Martial Arts Federation, chargée de promouvoir la pratique des arts martiaux du Japon.
L'influence de Mifune sur le judo d’après-guerre est réelle. Son habileté était la plus élégante jamais vue au Kodokan. Il a un judo dynamique et limpide, ce qui a favorisé le développement du judo sportif dans le monde entier.
Trevor Leggett, qui fréquenta le Kodokan pendant de nombreuses années, remarqua que le judo était « beaucoup plus lourd » au Kodokan avant la deuxième guerre mondiale qu'après. Ce pourrait être dû à l'influence de Mifune.
En 1964, Mifune participe aux Jeux Olympiques de Tokyo en tant qu’organisateur, malgré le diagnostic d'un cancer de la gorge. En décembre de cette même année, il entre à l’hôpital ; il y meurt le 27 janvier 1965, à l'âge de 81 ans. À sa mort, il était le dernier judoka 10e dan du Kodokan.

## Développement du judo
La Seconde Guerre mondiale fut un tournant pour le Kodokan Judo. La mort de Jigoro Kano avant la guerre, la capitulation japonaise, l'occupation après-guerre et l'interdiction des arts martiaux ont contribué à une période d'incertitude dans le judo au Japon. La réapparition du Kodokan après la guerre fut principalement due à deux personnes : Kyuzo Mifune et le général américain Curtis LeMay.
Curtis LeMay, plus tard directeur du Strategic Air Command, et adjoint du général Douglas MacArthur pendant l'occupation américaine du Japon, fait pratiquer au Kodokan a routine part of Air Force tours of duty in Japan (une partie courante des missions de l'armée de l'air au Japon). Beaucoup d'Américains rapportèrent chez eux l' histoire de ce petit vieil homme qui projetait des jeunes hommes sans effort apparent.

### Un combattant redoutable
Mifune Kyuzo restera invaincu au tournoi du Kodokan, l'école du fondateur de cette discipline, Kano Jigoro. Mifune-sensei est le héros de nombreuses anecdotes. L'une des plus célèbres reste celle de son combat contre un lutteur de Sumo. 

### Rivalité avec O'sensei
Les défis ont pour ainsi dire disparus de la pratique contemporaine, mais il y en eut un certain nombre jusque dans les années soixante. 
Bien qu'il fût un personnage public, la vie de Ueshiba Morihei est assez peu connue. Il aurait participé à de nombreux combats, comme contre le boxeur « Piston » Horiguchi. Beaucoup comparent sa pratique à celle de Kyuzo Mifune.
Mifune était plus célèbre et médiatisé qu'O'sensei. Héros populaire, il était représenté dans des livres pour enfants. Sa technique signature, kubi-nage, était connue de tous : cette projection était comparée aux kokyu-nage de Ueshiba. Beaucoup rêvaient d'une rencontre entre eux.
Il n'est pas impossible qu'une telle rencontre ait eu lieu. Il est d'ailleurs raconté que c'est la raison pour laquelle O'Sensei refusa toujours de faire des démonstrations en présence de Mifune, arguant que pour un adepte de ce niveau, voir son travail lui donnerait un avantage considérable. C'est peut-être une légende, mais elle est loin d'être improbable.

### Essence du Judo
Il existe quelques films montrant Mifune en action. Le plus complet est Essence of Judo. On y voit des démonstrations techniques, ainsi que des randoris contre des pratiquants de niveau intermédiaire, mais également de hauts gradés, 6, 7 et 8e dan.